# جوناثان ريتشز
جوناثان لي ريتشز (بالإنجليزية: Jonathan Lee Riches)‏ هو سجين اتحادي سابق ( سجين # 40948-018 ) اشتهر بكونه أكثر شخص في العالم رفعا للدعاوى القضائية في مختلف محاكم المقاطعات في الولايات المتحدة.

## السيرة الذاتية
صاحب أغرب هواية في العالم هو جوناثان لي ريتشز، فقد حقق رقما عالميا في عدد القضايا التي قدمها للمحاكم، ليكون أكثر شخص في العالم رفعا للقضايا في العالم ولأسباب في منتهى الغرابة، وقد شخص باصابته بمرض عقلي.
جوناثان كان مسجونا في سجن كنتاكي الفدرالي منذ عام 2002، وقد خاب ظنه في كتاب جينيس للأرقام القياسية فرفع قضية ضدهم، رفع قضية ضد: جورج بوش، قراصنة صوماليين، المغنية بريتني سبيرز، مارثا ستيوارت، افلاطون، نوستراداموس، جيمس هوفا، نصب لينكولن التذكاري، برج ايفل، جزيرة الثلاث اميال، رئيس إيران، بديل الزبدة.